# Fixação (psicologia)
Fixação (em alemão Fixierung) em Psicologia é um conceito criado por Freud para designar um apego permanente da libido a um estágio inicial e mais primitivo de desenvolvimento, ou ainda, um forte apego à pessoas ou coisas especialmente mórbido formado na infância e que leva a um comportamento neurótico ou imaturo.  Freud acreditava que muitos traços de personalidade do adulto podem ser rastreados para fixações em um ou mais estágios do desenvolvimento psicossexual (oral, anal, fálica e genital) de modo que a fixação é um conflito não resolvido ou desligamento emocional causada por excessos ou por frustração.

## Origem
Em seu livro de 1905, Três Ensaios sobre a Teoria da Sexualidade, Freud distingue "fixações de objetivos sexuais preliminares... como no caso de voyeurs" de "sequelas da escolha do objeto infantil... uma fixação incestuosa para com sua libido".
Freud teorizou que algumas pessoas podem desenvolver fixação psicológica devido uma ou mais das seguinte causas:
- Falta de gratificação adequada durante uma das fases do desenvolvimento psicossexual.
- Receber uma forte impressão de um desses estágios, caso em que a personalidade da pessoa iria refletir essa fase ao longo da vida adulta. (Ele também afirmava que "essas primeiras impressões da vida sexual são caracterizadas por um aumento da obstinação ou susceptibilidade à fixação de pessoas que mais tarde tornam-se neuróticas ou pervertidas")[7][8]
- Uma manifestação  excessivamente forte desses instintos em idade muito precoce [que] leva a uma espécie de fixação parcial, o que constituirá, então, em um ponto fraco na estrutura da função sexual".[9][10]

Se um apego particularmente obsessivo é uma fixação ou expressão de amor, isso é às vezes defensável e por vezes discutível. A fixação por intangíveis (ou seja, ideias, ideologias etc.) também podem ocorrer. O fator obsessivo também é encontrado em sintomas relativos ao transtorno obsessivo compulsivo, o que os psicanalistas ligavam a "fixações pré-genitais" causadas por "uma alternância de gratificações incomuns e frustrações incomuns... [ou] um concurso de gratificações instintivas com gratificações de segurança".
Assim como o pensamento de Freud se desenvolveu, assim ocorreu com  "a noção de uma sucessão de possíveis" pontos de fixação durante o desenvolvimento, e "a relação entre esta sucessão de pontos de fixação e a escolha da neurose".:117 No entanto, ele continuou a ver a fixação como "a manifestação das primeiras ligações - ligações estas difíceis de resolver - entre os instintos e as impressões e os objetos envolvidos nessas impressões".
A fixação tem sido comparada à maneira de "se você andar na frente de um pintinho em um determinado momento na vida do pintinho ele vai segui-lo... há um momento em particular quando ele se 'fixa'". Poderia parecer que uma pronta explicação para o fenômeno humano da fixação é uma espécie de "impressão filial, em um determinado estágio no início da vida ou um período sensível em desenvolvimento". Freud, no entanto, "queria afrouxar e não apertar, a ligação entre a libido e seus objetos", e sempre procurou por causas mais específicas para uma determinado fixação (perversa ou neurótica).

## Pós-freudianos
De acordo com Geissmann C. e P. Chambon-Geissmann "Para Melanie Klein, a fixação da libido numa determinada fase já é um efeito do processo patológico". Ela considerou que "uma fixação que leva a um sintoma estava já a caminho de sublimação, mas foi cortado a partir dele pela repressão".
"A ideia básica de que as pessoas podem se fixar em seu desenvolvimento teve uma importante influência sobre muitas teorias psicanalíticas pós-freudianos sobre a criminalidade, o desvio sexual e a agressão".

## Transferência e cura
No decorrer da análise, "uma nova fixação é assim estabelecida... A fixação inicial torna-se uma fixação de transferência". As duas fixações podem ser de natureza muito diferentes. "Suponha que conseguimos levar um caso a uma conclusão favorável, definindo-se e, em seguida, a resolução de um forte transferência paterna para o médico. Não seria correto concluir que o paciente havia sofrido anteriormente a partir de um apego inconsciente semelhante a de sua libido por seu pai": a fixação original pode ter sido muito diferente de um complexo paterno, e "a libido do paciente foi direcionado a ele a partir de outras posições".